# Quotidiani economici e finanziari
È di seguito riportato un elenco di quotidiani economici e finanziari, ancora pubblicati o cessati, ordinati per nazione.

## Albania
- Ekonomia (in inglese)

## Algeria
- Le Financier[1]

## Andorra
- Crònica[2]

## Arabia Saudita
- Al Eqtisadiah[3]

## Argentina
- El Cronista
- Ámbito Financiero[4]
- Buenos Aires Económico[5]
- Comercio y Justicia[6]

## Australia
- The Australian Financial Review[7]

## Austria
- Wirtschaftsblatt[8]

## Belgio
- L'Echo[9]
- De Tijd[10]
- La Cote libre de la Bourse de Bruxelles

## Bielorussia
- Belorusskaja Delovaja Gazeta

## Birmania
- Myanmar Business Today[11]

## Brasile
- Valor Econômico[12]

## Bulgaria
- Capital Daily[13]
- Dvnevnik[14]

## Canada
- Financial Post[15]

## Rep. Ceca
- Hospodářské noviny[16]

## Cina
- Shìjiè Jīngjì Dǎobào

## Cipro
- Financial Mirror[17]

## Corea del Sud
- Maeil Kyongje[18]
- Hankyung (Korea Economic Daily)[19]

## Croazia
- Poslovni dnevnik[20]

## Danimarca
- Dagbladet Børsen[21]

## Egitto
- Al Alam Al Youm[22]

## Estonia
- Äripäev[22]

## Filippine
- Fēilǜbīn Shāngbào ("notizie economiche cinesi") in cinese[23]

## Finlandia
- Kauppalehti[24]

## Francia
- Les Échos[25]
- La Tribune[26]
- Bulletin financier

## Germania
- Handelsblatt[27]
- Börsen-Zeitung[28]
- Financial Times Deutschland
- Industriekurier
- Nachrichten für Außenhandel

## Giappone
- Nihon Keizai Shimbun[29]
- Nikkan Kōgyō Shimbun[30]

## Regno Unito
- Financial Times[31]
- Lloyd's List marittimo[32]
- City A.M. gratuito[33]
- The Economist
- The Financier
- The Bullionist
- Financial News

## Hong Kong
- Xìnbào Cáijīng Xīnwén (Hong Kong Economic Journal)[34]
- Hong Kong Economic Times (香港經濟日報))[35]
- Asia Times Online[36]

## India
- The Economic Times[37]
- Mint[38]
- Business Standard[39]
- Financial Chronicle[40]
- The Financial Express[41]
- The Hindu Business Line[42]

## Indonesia
- Bisnis Indonesia[43]
- Investor Daily

## Iran
- Donya-e-Eqtesad[44]
- Financial Tribune[45]
- Sarmayeh

## Israele
- Globes[46]

## Italia
- Il Sole 24 Ore[47]
- Italia Oggi[48]
- MF Milano Finanza[49]
- L'Avvisatore Marittimo[50]
- Il Globo
- Il Sole
- Borsa e mercati
- Verità e affari

## Lituania
- Verslo Žinios[51]

## Malaysia
- Business Times

## Marocco
- L'Economiste[52]
- Les Inspirations éco[53]
- Medias24[54]

## Messico
- El Economista[55]

## Norvegia
- Dagens Næringsliv[56]
- Finansavisen[57]
- E24[58]

## Paesi Bassi
- Het Financieele Dagblad[59]

## Pakistan
- The Financial Daily[60]
- Business Recorder[61]

## Polonia
- Puls Biznesu[62]
- Dziennik Gazeta Prawna[63]
- Parkiet Gazeta Gieldy[64]

## Portogallo
- Diário Económico[65]
- Jornal de Negócios[66]

## Romania
- Bursa[67]
- Ziarul financiar[68]

## Russia
- Kommersant[69]
- Vedomosti[70]
- RBC Daily[71]
- Delovoj Peterburg[72]

## Singapore
- Business Times[73]

## Slovacchia
- Hospodárske noviny[74]

## Slovenia
- Finance[75]

## Spagna
- Expansión[76]
- Cinco Días[77]
- El Economista[78]
- Negocio y Estilo de Vida
- La Gaceta

## Stati Uniti
- The Wall Street Journal[79]
- International Business Times[80]
- Quartz[81]
- Finance & Commerce[82]
- Investor's Business Daily[83]
- American Banker[84]
- The Bond Buyer[85]

## Svezia
- Dagens Industri[86]

## Svizzera
- L'Agefi[87]

## Sudafrica
- Business Day[88]

## Taiwan
- Commercial Times[89]
- Economic Daily News

## Turchia
- Dünya[90]
- Referans

## Ucraina
- Kapital[91]
- Delo[92]

## Ungheria
- Világgazdaság[93]
- Napi Gazdaság